# Kurtzenhouse
Kurtzenhouse település Franciaországban, Bas-Rhin megyében. Lakosainak száma 1087 fő (2022. január 1.). Kurtzenhouse Bietlenheim, Geudertheim, Gries, Weitbruch és Weyersheim községekkel határos.

## Népesség
A település népességének változása:
| Lakosok száma | 1037 | 1046 | 1061 | 1053 | 1052 | 1079 | 1076 | 1082 | 1087 |
|               | 2013 | 2015 | 2016 | 2017 | 2018 | 2019 | 2020 | 2021 | 2022 |